# Amy Karle
Amy Karle, née en 1980, est une artiste américaine, bio-artiste et futurologue dont l'œuvre se concentre sur la relation entre la technologie et l'humanité, notamment sur l'impact de la technologie et de la biotechnologie sur la santé, la société, l'évolution et l'avenir,,,. Karle allie science, technologie et art, et est reconnue pour utiliser des tissus vivants dans ses créations. Elle emploie le corps ainsi que la science et la technologie comme outils dans le processus de création artistique. En 2019, elle figure à la 46e place dans le classement des 100 femmes les plus inspirantes et influentes du monde établi par la BBC.
Son travail a été exposé à l'Ars Electronica, au Centre Georges-Pompidou,, au Musée d'Art Mori, au Musée d'Art contemporain de Taipei,, à la Biennale Nova Rio, à la Biennale des Arts Médiatiques de Pékin,, Smithsonian Institution, et à la Triennale de Milan. En 2010, Karle a également participé à la performance L'artiste est présent de Marina Abramović au MoMA,.
Outre ses démarches artistiques, Karle a été Artist diplomat à travers le Bureau des Affaires Éducatives et Culturelles du département d'État des États-Unis, où elle a animé des ateliers axés sur l'autonomisation des femmes dans les STIM.

## Éducation
Karle est diplômée de l'école d'art et design de l'Alfred University (en) et de l'Université Cornell où elle a obtenu des diplômes[Lesquels ?] en art et design et en philosophie,.

## Biographie
Karle est née à New York en 1980 et a grandi à Endicott. Sa mère était biochimiste et son père pharmacien. Karle déclare avoir « grandi dans le laboratoire et dans la pharmacie ». L'artiste vit et travaille maintenant à San Francisco.
Karle est née avec une maladie rare, l'aplasia cutis congenita, entraînant l'absence d'une grande partie de la peau de son cuir chevelu ainsi qu'une partie de l'os du crâne. Elle a subi une série d'interventions chirurgicales expérimentales dans son enfance. Sa peau a été réparée grâce à une chirurgie d'expansion tissulaire considérée comme dangereuse et expérimentale à l'époque de sa réalisation. Cette expérience a influencé son travail et son désir de guérir et d'améliorer le corps humain et la condition humaine. Elle a également inspiré son intérêt pour les liens entre biologie, futur de la médecine et art,.

## Travail
Amy Karle est une artiste et philosophe qui utilise les technologies émergentes à la fois comme sujet et comme moyen. Elle étudie les potentialités et les implications de la fusion des sciences biologiques et computationnelles, ainsi que l'interaction entre la technologie et la condition humaine. Elle est considérée comme une pionnière dans la combinaison de l'infotechnologie et de la biotechnologie pour créer du biodesign et du bioart,,,,. Elle éclaire à la fois les perspectives et les défis à mesure que les frontières entre les mondes numérique et organique s'entremêlent de plus en plus,,.
Karle illustre les opportunités et les dangers à mesure que les limites entre le digital et le physique s'estompent, et que la biotechnologie et l'infotechnologie convergent,,.
« Biotechnology can lead us into a very promising future or irreversible demise. It is of vital importance that we thoroughly and thoughtfully contemplate the range of dangers and potentials and work together to establish strategies to utilise our technology for the best and highest good of humanity. »
— Amy Karle

« La biotechnologie peut nous conduire vers un avenir très prometteur ou une disparition irréversible. Il est d'une importance vitale que nous contemplions minutieusement et attentivement l'éventail des dangers et des potentiels et que nous travaillions ensemble pour établir des stratégies afin d'utiliser notre technologie pour le meilleur et le plus grand bien de l'humanité. »
Une publication du Bauhaus indique : L'œuvre de Karle "rompt avec les conceptions conventionnelles de la corporéité" afin de remettre en question ce que l'humanité pourrait devenir grâce aux technologies exponentielles, et comment des interventions pourraient changer le cours du futur. Son travail fusionne les systèmes physiques, computationnels et biologiques pour créer de nouvelles formes d'art hybridées tournées vers l'avenir, combinant l'art contemporain raffiné à la biotechnologie et à la culture numérique, ce qui est ".

## Œuvres d'art

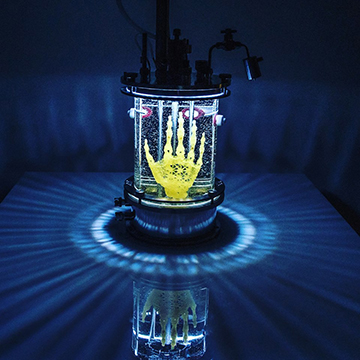
Regenerative Reliquary par Amy Karle, 2016.

Sa sculpture, Regenerative Reliquary (2016) présente un échafaudage hydrogel bioimprimé en 3D en forme d'os de main humaine, placé dans un bioréacteur en verre. Des cellules souches mésenchymateuses humaines provenant d'un donneur vivant ont été placées sur cet échafaudage, qui, avec le temps, se sont transformées en os,,,.L'œuvre utilise des méthodes scientifiques et technologiques avancées pour explorer des questions sur les applications médicales potentielles, les frontières de la création avec des matériaux vivants, et les implications de la guérison et de l'augmentation du corps à travers la biotechnologie,,. L'utilisation de cellules et d'échafaudages imprimés en 3D est considérée comme un nouveau moyen pour l'art et le design, et cette œuvre de bio-art est vue comme la première combinant computationnel, biologique et physique. De nouveaux processus, matériaux et technologies d'impression 3D ont dû être développés pour créer le Regenerative Reliquary. À l'époque de sa création, il était considéré comme le plus grand échafaudage imprimé en 3D pour la culture cellulaire,,,,. Elle a été exposée internationalement, notamment au Centre Georges Pompidou à Paris, à Ars Electronica, à la Biennale des Médias de Pékin, à la Milano Triennale en Italie et a remporté le YouFab Global Creative Award au Japon.

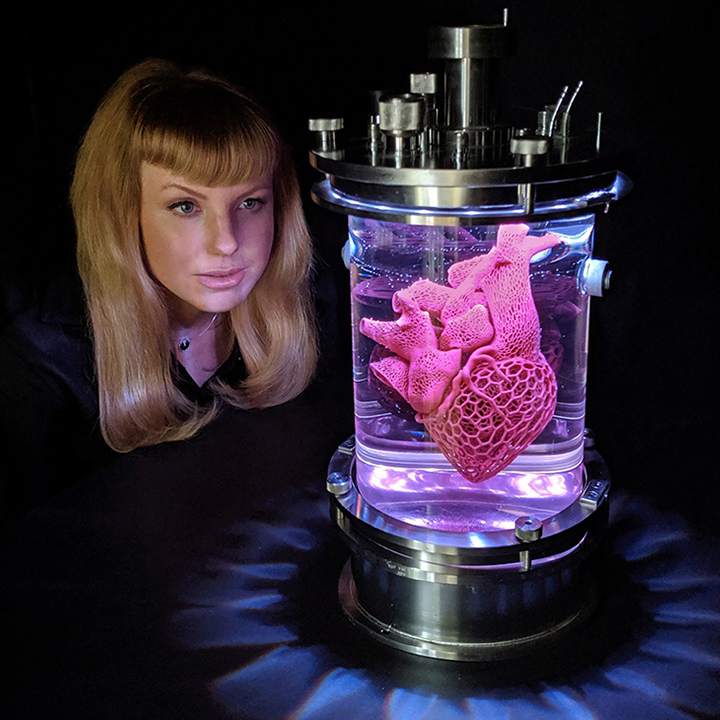
Amy Karle avec son œuvre The Heart of Evolution?, 2019.

En 2019, Amy Karle présente The Heart of Evolution?, une sculpture biomécanique prenant la forme d'un cœur humain qui bat, imprimé en 3D avec des matériaux biocompatibles. Cette œuvre propose un système vasculaire repensé, capable de réduire les conséquences en cas d'obstruction et d'améliorer la fonction cardiaque. The Heart of Evolution? souligne le potentiel de concevoir et de fabriquer des organes de remplacement, tout en questionnant les implications de telles modifications sur l'humanité, la société, et l'évolution humaine. Il a fait ses débuts au musée d'art Mori de Tokyo, où il y a historiquement eu une grande controverse autour des transplantations d'organes, en particulier des transplantations cardiaques,,.

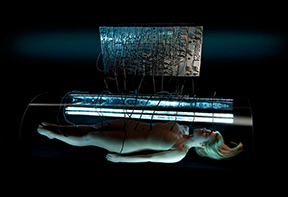
Biofeedback Art, Amy Karle, 2011.

Karle a créé plusieurs œuvres et performances en utilisant le biofeedback et le neurofeedback, parmi lesquelles Biofeedback Art (2011), qui est une performance de longue durée où Karle connecte son corps à un processeur d'image Sandin pour lire et projeter les changements qui se produisent pendant ses méditations sur des périodes de 5 à 8 heures. L'œuvre est à la fois cette performance d'endurance ainsi que l'art vidéo et sonore expérimental qui en résulte. En 2015, dans le projet Brainsongs, l'activité cérébrale de l'artiste a été connectée via un neurocasque à EEG à des instruments de musique dans une interface numérique pour générer de la musique. La même année, Resonation consistait à combiner un neurocasque avec une carte Chladni pour transformer les biosignaux en images et en sons. Sa performance de 2018 a eu lieu à la mine de sel de Bochnia et à la mine de sel de Wieliczka, où elle utilise un neurocasque pour traduire ses ondes cérébrales en musique numérique et visualisations projetées. L'enregistrement de la performance a également été utilisé dans un film de planétarium par Karle,,,.

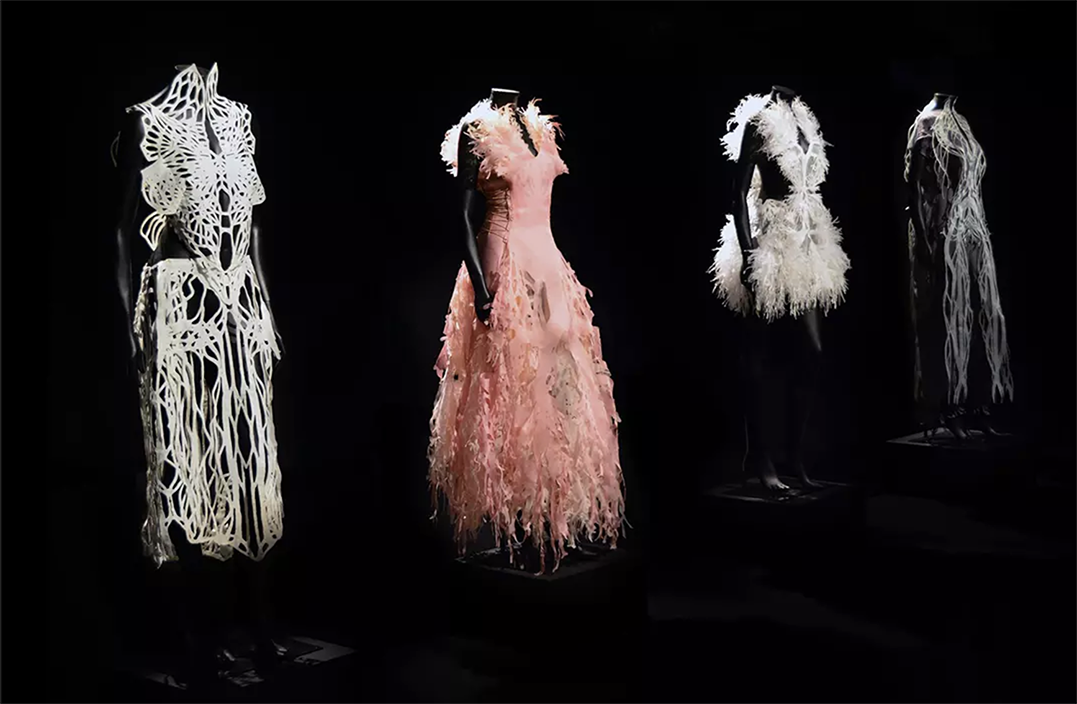
Internal Collection, Amy Karle, 2017.

Internal Collection (2016-2017) est une série de vêtements de haute couture basée sur l'anatomie humaine. La fabrication implique la numérisation corporelle en 3D, la conception assistée par ordinateur, la découpe laser, et les techniques de couture manuelle pour représenter les systèmes corporels internes. Certaines de ces méthodes sont désormais utilisées pour la mode durable, ainsi que dans le domaine médical pour créer des orthèses sur mesure pour la scoliose et des attelles imprimées en 3D, légères et respirantes,,.
Cyborg Fashion (2022-2023) est une collection d'art numérique et de mode dans laquelle Karle imagine « la biomode dans un monde post-naturel, lorsque les corps et les êtres sont modifiés par la biotechnologie ». Karle explore l'interface entre le corps, le monde numérique et le métavers, combinant outils d'intelligence artificielle, conception assistée par ordinateur et travail manuel. Les croquis 2D sont partiellement créés à l'aide de l'intelligence artificielle générative et constituent la base d'avatars numériques 3D et d'une collection de vêtements spécifique,.
Le Corps et la Technologie: Une Métamorphose Conversationnelle (2017) est une collection d'œuvres 2D réalisées par Amy Karle à la main et avec des réseaux neuronaux artificiels, l'apprentissage automatique et l'intelligence artificielle. Dans cet ensemble d'œuvres, Karle a associé l'intelligence artificielle dans le domaine de la santé au design génératif pour élaborer un système permettant d'utiliser l'IA dans le diagnostic des maladies, avec la CAO générative de pièces de remplacement, et la bioimpression 3D pour créer des implants,.
Morphologies de Résurrection (2020) est une série de 6 sculptures créées dans le cadre d'une résidence au Smithsonian. Karle a examiné les possibilités des technologies reconstructives et de l'évolution future grâce aux avancées biotechnologiques. Les œuvres sont des formes évolutives novatrices basées sur des espèces éteintes pour explorer les « évolutions hypothétiques à travers la régénération technologique », imprimées en 3D dans un matériau biocompatible. Elles ont été exposées au la Smithsonian Institution,.

### Art numérique

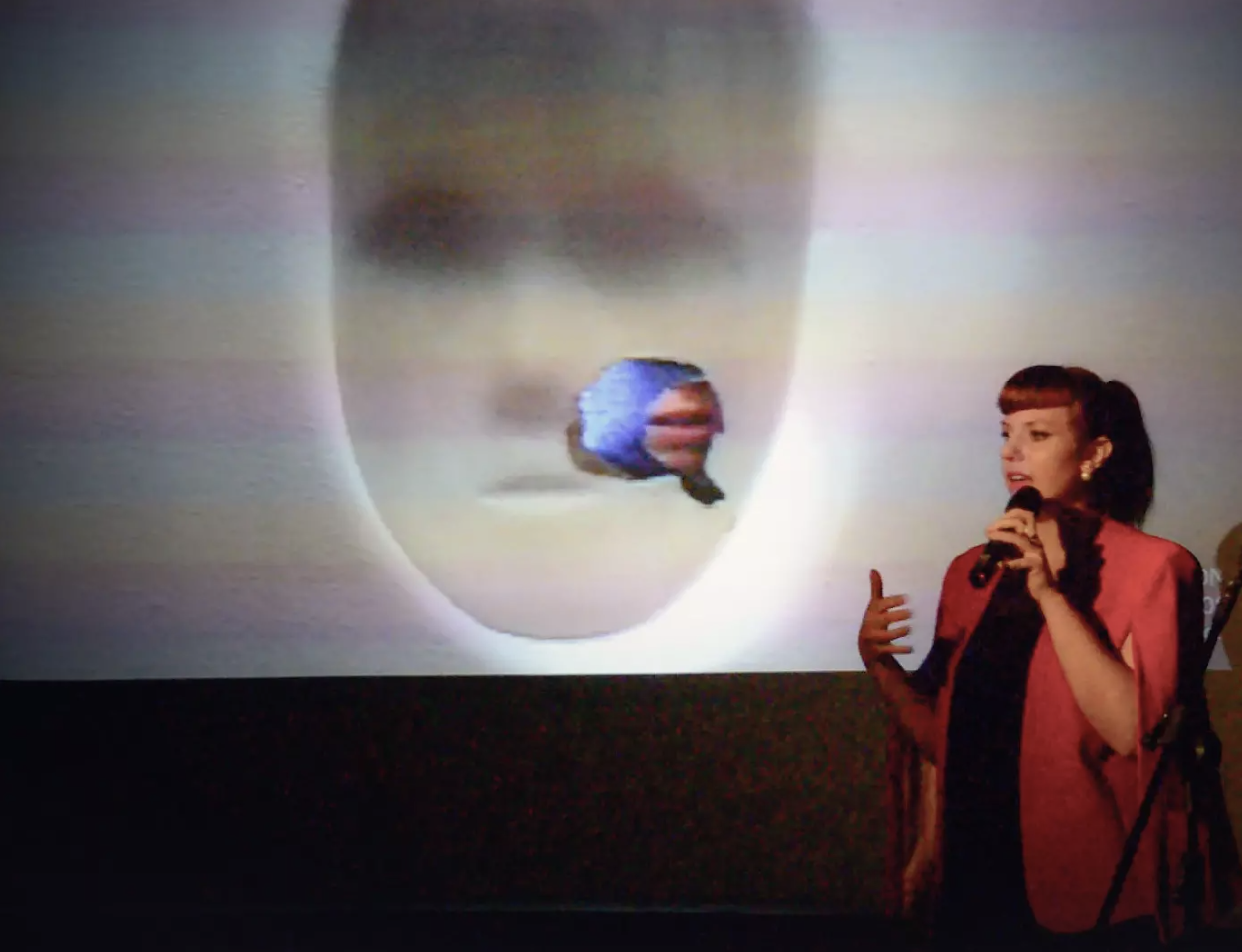
Amy Karle.

La majorité des œuvres de Karle intègrent des technologies et des processus numériques. Karle a également travaillé sur l'informatique décentralisée et la blockchain pour la biologie et la génétique et a été l'une des premières à adopter la technologie NFT. Karle déclare : « Je vois la décentralisation comme un moyen de transcender les limites physiques de ce que l'art — et nos vies — peuvent être. » Elle est considérée comme la première bio-artiste à travailler sur la blockchain et à créer des NFT. Elle est également la première bio-artiste à utiliser l'intelligence artificielle et l'art génératif et autonome pour créer des biodesigns et du bioart, La Collection de Crânes (2021–2022) est une série d'œuvres d'art NFT de Karle qui « sont des contemplations sur la manière dont nous pouvons transcender le physique vers le numérique après notre mort. » L'art numérique comprend des données d'un crâne humain qu'elle avait précédemment scanné en 3D à l'Académie des sciences de Californie. La collection illustre les recherches de l'artiste sur les restes numériques qui subsistent après la mort humaine, tout en travaillant sur les moyens par lesquels les êtres vivants pourraient perdurer après la mort grâce à l'utilisation de la technologie exponentielle, en utilisant le corps humain et la blockchain comme outils de création artistique. L'imagerie de La Collection de Crânes est générée par le processus de l'artiste qui crée une technologie capable de produire des œuvres d'art comme elle le fait après sa disparition.

## Intelligence artificielle

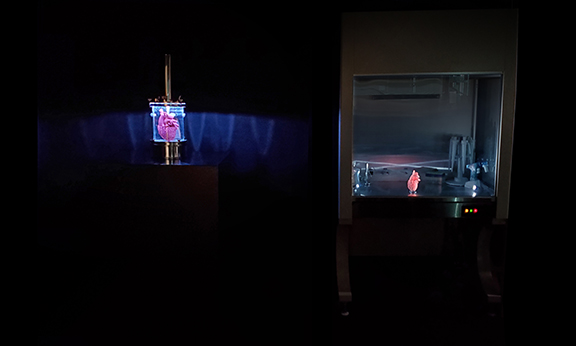
BioArt d'Amy Karle dans le bioatelier du Mori Art Museum.

Karle a été l'une des premières bioéthiciennes et conférencières sur l'intersection de l'IA et de la biologie, et à la pointe des artistes utilisant l'IA, étant la première bio-artiste à utiliser l'IA,. Karle a intégré l'IA, les réseaux neuronaux artificiels, l'apprentissage automatique, et la conception et l'ingénierie génératives 3D dans sa pratique à des fins créatives et pour explorer leurs implications sur la santé et le futur. Ses œuvres d'art hybrides basées sur l'IA et la bio-IA ont été exposées dans des musées, notamment : Intelligence artificielle : IA / L'Autre I à l'Ars Electronica, La Fabrique Du Vivant au Centre Pompidou, et L'avenir et l'art : Comment l'humanité vivra demain au musée d'art Mori,,,.
L'approche de Karle en matière d'IA intègre une perspective biologique. Elle explore les implications de la fusion de l'infotechnologie et de la biotechnologie et les impacts qu'elle peut avoir sur la vie humaine, les corps, l'environnement, et l'évolution. Cette exploration se manifeste dans son art et son design, où elle utilise l'IA comme moyen et sujet, en intégrant les préoccupations philosophiques et éthiques qui accompagnent ces avancées.

## Prix et récompenses

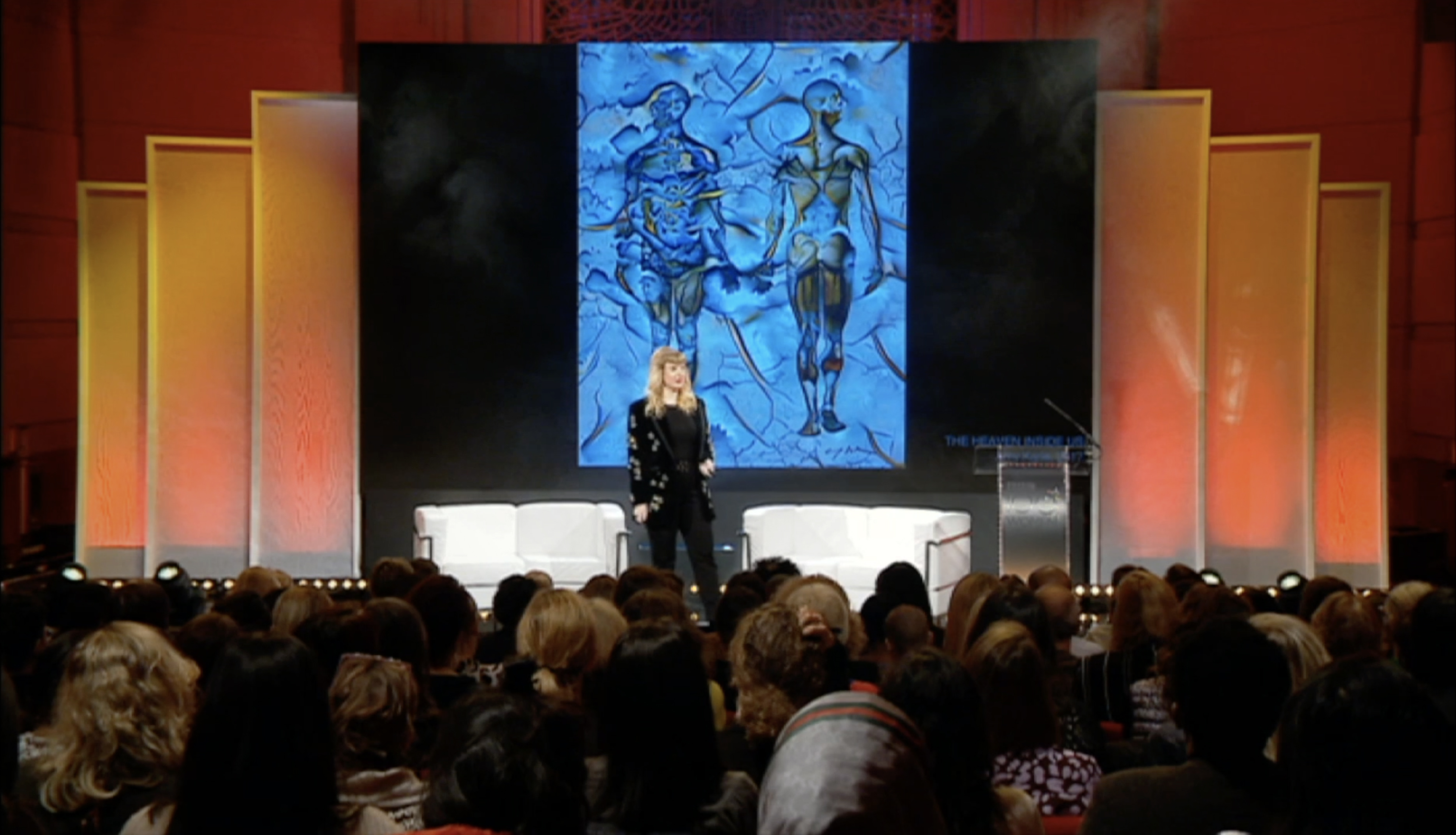
Amy Karle présentant au Théâtre BBC à Londres pour BBC 100 Femmes

- 46e du classement 100 Women (2019)[70]
- Grand Prix des YouFab Global Creative Awards (2017)[48]
- Les femmes les plus influentes dans l'impression 3D (2017)[71]
- L'une des 10 femmes les plus inspirantes au monde[72]

- Artiste en résidence Autodesk San Francisco, Californie, États-Unis[38],[73]
- Centre scientifique Copernic Artiste en résidence Varsovie, Pologne[74],[75],[76],[77],[78]
- Artiste en résidence HP Labs (en), Palo Alto, Californie, États-Unis[79]
- Artiste en résidence Smithsonian Institution Washington, DC États-Unis[80],[81],[82]
- Membre mondial de Salzbourg[83],[84]

- Participant au  (Autriche, 2017)[85],[86] et Death-Life (Tokyo, 2018)[87]

## Expositions
- 2023: Supercreativity. Biennale Nova Rio d'Art et Technologie, Museu do Amanhã, Rio de Janeiro, Brésil[2],[1],[88].
- 2023: AI: The Next Evolution. Galerie Chimaera, Philadelphie, États-Unis[89],[90].
- 2022/23: Unknown Unknowns. Triennale de Milan, Italie[91].
- 2022: Perfect Body. ESC Medien Kunst Labor, Graz, Autriche[92].
- 2022: WAGMI: Première exposition IRL NFT du Koweït à la Contemporary Art Platform (CAP) Koweït[93]
- 2022: Art, Design & Technology. Astro Studios, San Francisco, États-Unis[94].
- 2022: The Skull Collection. Wake Gallery, OnCyber, Le Métaverse[95] Source[95]
- 2022: Gaia: Gene, Algorithm, Intelligent Design and Automata_ A Mirage Self, The Other Realm. Museum of Contemporary Art Taipei (MoCA Taipei), Taipei, Taïwan[96],[97].
- 2021/22: Futur U Galerie RMIT, Melbourne, Australie[98]

- 2021: Suis-je humain pour vous ? Musée d'Art KUBE, Ålesund, Norvège[99]
- 2020: Régénération à travers la technologie Smithsonian Institution National Museum of American History, Washington, D.C., États-Unis[100]
- 2020: [IN]RÉEL Science Gallery, Rotterdam, Pays-Bas[101],[102]
- 2020: Dans les jardins de Kepler Jardin Ars Electronica, Rotterdam, Pays-Bas[103]
- 2020: Galerie mondiale Ars Electronica.ART (en ligne)[104]
- 2019/20: Futur et les Arts : Comment l'humanité vivra demain Mori Art Museum, Tokyo, Japon[105]
- 2019/20: L'état de nous The Lowry, Manchester, Angleterre[106]
- 2019: Art futur et vie, après la vie Musée d'Art Contemporain Tian, Shanghai, Chine[107]
- 2019: La Fabrique du Vivant Centre Pompidou, Paris, France[108],[109],[110]
- 2018/19: Futur humanité – Notre planète partagée Ars Electronica, Pékin, Chine[111],[112]
- 2018: Après la Vie Biennale d'Art Médiatique de Pékin, Pékin, Chine[113]

- 2018: Ars Electronica Export, Tokyo, Japon[87]
- 2018: Couches de Vie : Qu'est-ce que la vie à l'ère biotechnologique ? Centrum Nauki Kopernik, Varsovie, Pologne[114]
- 2018: Spectacle de Planétarium. Planétarium Les Cieux de Copernic, Centrum Nauki Kopernik Varsovie, Pologne[51]
- 2018: L.A.S.T. SLAC National Accelerator Laboratory, Stanford University Californie, États-Unis[115]
- 2017: Futures Collaboratifs – Design, Technologie et Art Good Design Marunouchi, Tokyo, Japon[116]
- 2017: Intelligence Artificielle : IA / L'autre Moi Ars Electronica Linz, Autriche[45]
- 2017: FILE Electronic Language International Festival (Festival de Linguagem Eletrônica) São Paulo, Brésil[117],[118],[119],[120]